# John H. Mickey

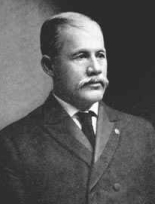
John Hopwood Mickey (vor 1910)

John Hopwood Mickey (* 30. September 1845 bei Burlington, Iowa-Territorium; † 2. Juni 1910 in Osceola, Nebraska) war ein US-amerikanischer Politiker und von 1903 bis 1907 der 14. Gouverneur des Bundesstaates Nebraska.

## Frühe Jahre und politischer Aufstieg
John Mickey besuchte die örtlichen Schulen seiner Heimat in Iowa. Später studierte er an der Iowa Wesleyan University. Während des Bürgerkrieges kämpfte er in einer Kavallerieeinheit aus Iowa in den Reihen der Unionsarmee. Im Jahr 1868 zog er nach Osceola in Nebraska. Dort arbeitete er sowohl als Farmer und Rancher als auch im Bankwesen. Er war 1879 Mitbegründer der ersten Bank in Osceola. Mickeys politische Karriere begann im Jahr 1870, als er für zehn Jahre Kämmerer im Polk County wurde. Zwischen 1881 und 1882 war er Abgeordneter im Repräsentantenhaus von Nebraska. Im Jahr 1902 wurde er als Kandidat der Republikanischen Partei mit 50:47 Prozent der Stimmen gegen William Henry Thompson zum Gouverneur von Nebraska gewählt.

## Gouverneur von Nebraska
Mickeys Amtszeit begann am 8. Januar 1903. Nach einer Wiederwahl im Jahr 1904 konnte er insgesamt vier Jahre als Gouverneur amtieren. Er sprach überdurchschnittlich viele Begnadigungen aus. Außerdem wurde die Revisionsbehörde des Staates verbessert. In jenen Jahren wurde auch das bis heute übliche System der Vorwahlen in Nebraska gesetzlich eingeführt d. h. ein entsprechender Gesetzentwurf wurde vom Parlament verabschiedet. Das Gesetz selbst trat dann unter Mickeys Nachfolger George L. Sheldon in Kraft. Der Gouverneur versuchte im Jahr 1903 erfolglos, bei einem Streik in Omaha zu vermitteln. Nach dem Ende seiner zweiten Amtszeit im Januar 1907 zog sich Mickey ins Privatleben zurück. Er konnte aber seinen Ruhestand nicht mehr lange genießen, weil er bereits Anfang Juni 1910 verstarb. John Mickey war zweimal verheiratet und hatte insgesamt neun Kinder.